# Мартыненко, Николай Александрович
Николай Александрович Мартыненко (15.08.1920 — 11.01.1992) — советский военнослужащий, участник Великой Отечественной войны, полный кавалер ордена Славы, командир взвода бронемашин 78-го отдельного мотоциклетного батальона, старшина — на момент представления к награждению орденом Славы 1-й степени.

## Биография
Родился 15 августа 1920 года в селе Киевское Моздокского района Северной Осетии. Украинец. Член ВКП/КПСС с 1944 года. Окончил 4 класса. Работал в колхозе.
В Красной Армии с 1940 года. На фронте в Великую Отечественную войну с июня 1941 года. Война застала его в должности водителя тягача в 365-м артиллерийском полку 163-й моторизованной дивизии. Участвовал в боях на Северо-Западном, Воронежском, Степном и 2-м Украинском фронтах. За годы войны трижды ранен, дважды контужен.
Командир бронемашины 78-го отдельного мотоциклетного батальона старший сержант Мартыненко 28 января 1944 года у населённого пункта Чисаревка юго-восточнее города Шпола, находясь в разведке в тылу врага, захватил важные документы и доставил их командованию части.
Приказом по 18-му танковому корпусу от 6 апреля 1944 года за мужество, проявленное в боях с врагом, старший сержант Мартыненко награждён орденом Славы 3-й степени.
2 мая 1944 года недалеко от населённого пункта Думбровицы проник в тыл врага, ликвидировал трёх пехотинцев, захватил ценные документы и разведал огневые точки неприятеля.
Приказом по войскам 2-го Украинского фронта армии от 29 июля 1944 года старший сержант Мартыненко награждён орденом Славы 2-й степени.
Командир взвода бронемашин 78-го отдельного мотоциклетного батальона старшина Мартыненко 9 октября 1944 года, ведя разведку у населённых пунктов Деваваньа, Кишуйсаллаш, Карцаг, уничтожил боевое охранение противника, захватил в плен гитлеровца, точно установил передний край вражеской обороны, наличие танков и артиллерии.
Указом Президиума Верховного Совета СССР от 24 марта 1945 года за мужество, отвагу и героизм, , старшина Мартыненко Николай Александрович награждён орденом Славы 1-й степени.
В боях под Будапештом Мартыненко был тяжело ранен. На фронт он уже не вернулся. В 1946 году демобилизован. Вернулся в родное село. Работал в колхозе имени С. М. Кирова трактористом, бригадиром тракторной бригады.
Ушел из жизни 11 января 1992 года. Похоронен в селении Киевское Северной Осетии
Награждён орденами Октябрьской Революции, Славы 1-й, 2-й и 3-й степени, Отечественной войны 1-й степени, Красной Звезды, медалями. Почётный колхозник.